# Schoenoplectiella juncea
Schoenoplectiella juncea là loài thực vật có hoa trong họ Cói. Loài này được (Willd.) Lye mô tả khoa học đầu tiên năm 2003.